# GOPR
Górskie Ochotnicze Pogotowie Ratunkowe (GOPR) is een Poolse vrijwilligersorganisatie die zich bezighoudt met het redden van mensen die in nood zijn gekomen, het opleiden van personeel, en het voorkomen van ongelukken in de Poolse bergen.

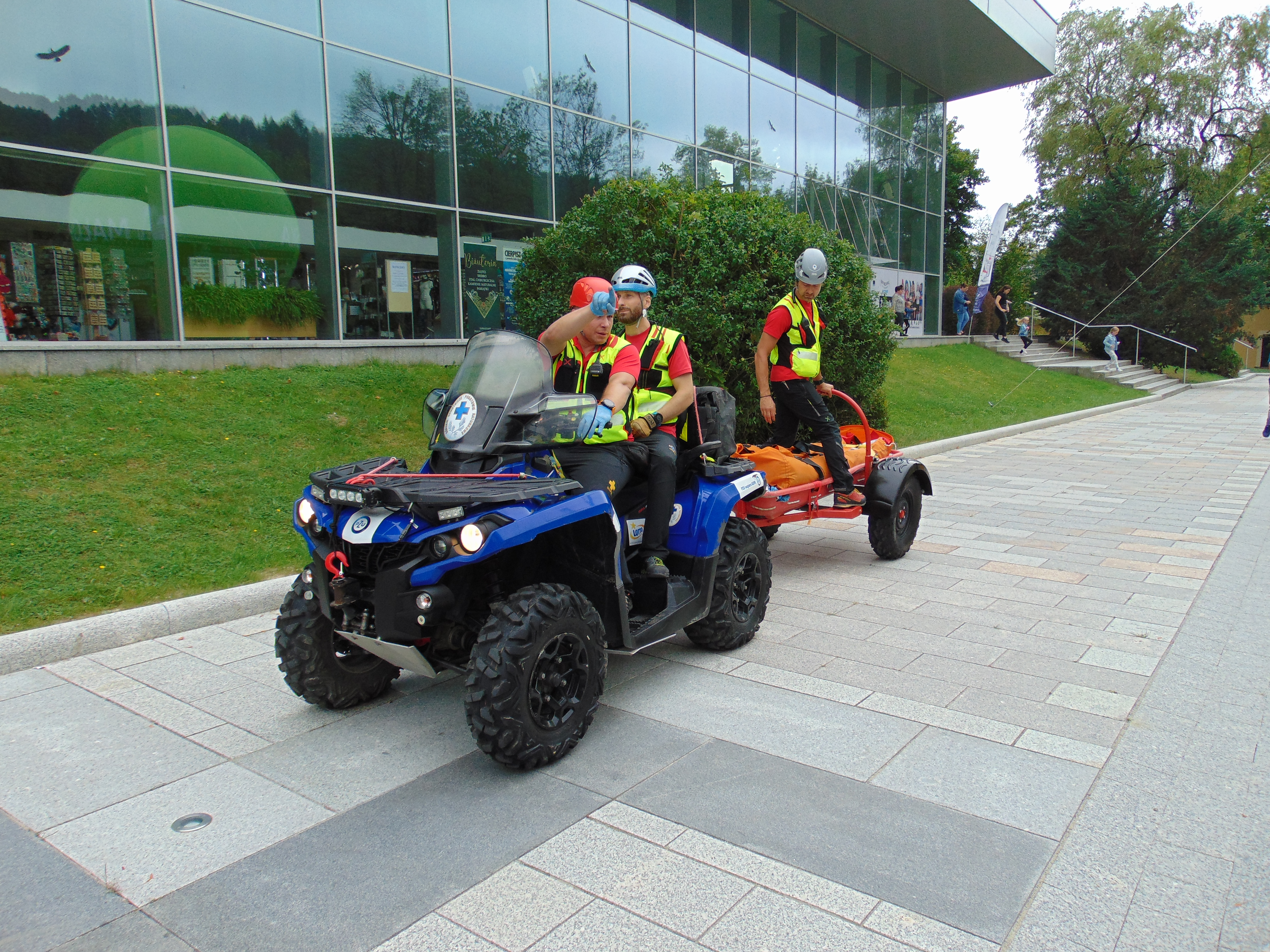
Poolse bergredders GOPR

## Geschiedenis
GOPR is in 1952 ontstaan in Zakopane. De organisatie is voortgekomen uit de Tatrzańskie Ochotnicze Pogotowie Ratunkowe.

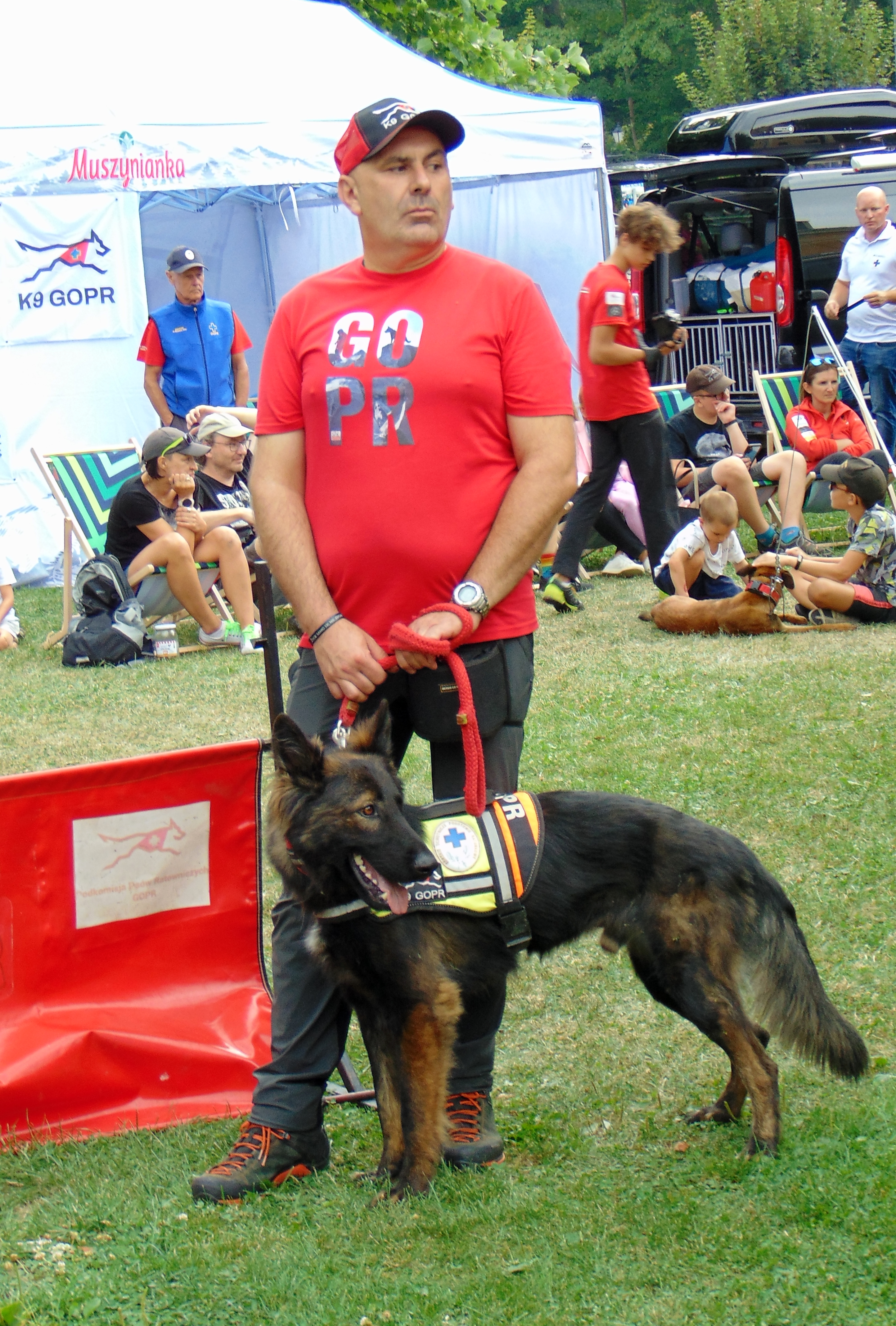
Bergredder GOPR met reddingshond

## Regionale indeling
De GOPR bestaat uit zeven regionale groepen:
- Bieszczadzka,
- Krynicka,
- Podhalańska,
- Jurajska,
- Beskidzka,
- Wałbrzysko-Kłodzka,
- Karkonoska.

## De GOPR hedendaags
De GOPR is, net als de TOPR een "gesloten" organisatie, dat wil zeggen dat, als iemand aan het werk wil bij de GOPR, die persoon eerst een intensieve cursus en examen krijgt, in o.a. skiën, topografie, reanimatie en conditie.
De medewerkers van de GOPR staan 24 uur, 365 dagen per jaar paraat. Meestal bevinden ze zich in die "parate" periode in kleine hutjes in de bergen, de grotere skibanen en in andere drukke toeristische gebieden in de bergen.
De GOPR beschikt dankzij sponsors over de modernste apparatuur, sneeuwscooters, terreinauto's, lawinedetectoren en quads.